# Карповка (Ленинградская область)
Карповка (до 1948 — Терваярви, фин. Tervajärvi) — упразднённый посёлок на территории Селезнёвского сельского поселения Выборгского района Ленинградской области.

## Название
Топоним Терваярви в дословном переводе означает «Смоляное озеро».
Согласно постановлению общего собрания колхозников колхоза «Красный пахарь» зимой 1948 года деревне Терваярви было выбрано новое название — Ушаково. Вслед за этим, видимо, произошло укрупнение хозяйства, в результате которого деревню Терваярви объединили с соседней деревней Раккола, переименованной вторично в Карповку. Таким образом, последнее название полностью поглотило первое. 
Переименование было закреплено указом Президиума ВС РСФСР от 13 января 1949 года.

## История
- Деревня Терваярви на финской карте 1923 года

До 1939 года деревня Терваярви входила в состав волости Вахвиала Выборгской губернии Финляндской республики.
Согласно административным данным 1966 года посёлок Карповка входил в состав Кравцовского сельсовета.
Согласно данным 1973 года посёлок Карповка в составе Выборгского района не значился.
В настоящее время — урочище Карповка.

## География
Посёлок находился в западной части района на автодороге 41К-424 (подъезд к пос. Карповка).
Расстояние до железнодорожной станции Лужайка — 16 км.
Посёлок находился на левом берегу реки Полевая и восточном берегу озера Ушаковское. 